# José Miguel Insulza
José Miguel Insulza Salinas (Santiago del Cile, 2 giugno 1943) è un politico cileno, esponente del Partito Socialista del Cile.

## Biografia
Laureato in legge all'Università del Cile, ha iniziato la sua carriera politica nel Partito Democratico Cristiano del Cile, in particolare nell'ala più a sinistra e più favorevole ad un accordo con Salvador Allende.
Assieme ad altri dissidenti del suo partito, nel 1969 entra nella coalizione Unidad Popular che ha vinto le presidenziali del 1973.
Dopo il colpo di Stato militare di Augusto Pinochet, Insulza si trasferisce dapprima in Italia, poi in Messico ed infine negli Stati Uniti, dove si specializza in economia.
Con il ritorno alla democrazia José Miguel Insulza ha ricoperto vari incarichi ministeriali nei governi della coalizione di centrosinistra Concertación: ministro degli esteri e portavoce della presidenza nel governo di Eduardo Frei Ruiz-Tagle, ricoprì la carica di ministro dell'interno nel governo di Ricardo Lagos. Nel 2005 è divenuto Segretario Generale dell'Organizzazione degli Stati Americani; rieletto nel 2010, ha mantenuto la carica fino a scadenza del mandato.
Insulza nel 2008 si è candidato alle elezioni primarie della coalizione di centro sinistra per il Partito Socialista. I suoi principali contendenti sono l'ex presidente Ricardo Lagos (PS-PPD), Soledad Alvear (PDC) e l'ex presidente Eduardo Frei Ruiz-Tagle (PDC). Dopo la rinuncia di Lagos e Alvear, gli unici a rimasti a competere sono Frei e lo stesso Insulza.
Il 5 gennaio 2009 José Insulza annuncia il suo ritiro dalla primaria e dà il suo appoggio al senatore DC Eduardo Frei Ruiz-Tagle. Insulza si è ritirato a causa dello scarso riscontro nei sondaggi che lo vedevano in svantaggio rispetto a Frei.